# ستراکوویروس
ستراکوویروس (نام علمی: Setracovirus) نام یک زیرسرده از سرده آلفاکروناویروس است.